# شهرستان کراسنوآرمیسکی (چلیابینسک)
شهرستان کراسنوآرمیسکی (به لاتین: Krasnoarmeysky District) یک شهرستان در روسیه است که در استان چلیابینسک واقع شده‌است.